# Jan Hilligardt
Jan Hilligardt (* 26. Dezember 1970) ist ein deutscher Hochschullehrer (Technische Universität Darmstadt) und Politiker (SPD). Er war langjähriger geschäftsführender Direktor des Hessischen Landkreistages. Seit dem 1. März 2024 ist er Regierungspräsident des Regierungsbezirks Darmstadt. Hilligardt ist Verfasser von Publikationen zu seinen Arbeits-, Lehr- und Forschungsschwerpunkten.

## Werdegang
Hilligardt erlangte mit der im Jahr 2002 veröffentlichten Dissertation „Nachhaltige Regionalentwicklung durch freiwillige regionale Kooperation“ an der Technischen Universität Darmstadt den Doktorgrad. Im Jahr 2005 wurde er habilitiert und erwarb mit seiner Habilitationsschrift „Regionale Kooperation der Landkreise, Städte und Gemeinden“ die Lehrberechtigung an der Technischen Universität Darmstadt. Seitdem war Hilligardt dort als Privatdozent tätig. Am 5. April 2017 wurde ihm der Titel des Honorarprofessors verliehen. Hilligardt lehrte an der Technischen Universität Darmstadt, mit den Schwerpunkten Stadt- und Regionalentwicklung/Raumplanung sowie Kommunal- und Regionalpolitik.
Hilligardt war Leiter der Abteilung Wirtschaft, Standortentwicklung, Bürgerservice des Landkreises Darmstadt-Dieburg, bis er am 1. April 2008 einer der beiden Geschäftsführer des Hessischen Landkreistages in Wiesbaden wurde. Neben der Hauptgeschäftsführung war er für die Themen Verfassung, Europa, Asyl, Soziales und Gesundheit zuständig. Im Jahr 2018 wurde er für eine dritte Amtszeit bis 2026 gewählt. Mit dem Amt waren Mitgliedschaften in Gremien bzw. Beiräten von Verbänden und Institutionen auf Bundes- und Landesebene verbunden. Nach der Landtagswahl in Hessen 2023 und Bildung des schwarz-roten Landeskabinetts wurde Hilligardt am 1. März 2024 zum Regierungspräsidenten in Darmstadt ernannt.

## Privates
Hilligardt ist verheiratet, hat zwei Kinder und lebt mit seiner Familie in Dieburg (Stand: 2018). Er ist Mitglied des SV Darmstadt 98.